# Harposcepa lobulipennis
Harposcepa lobulipennis är en insektsart som beskrevs av Karsch 1896. Harposcepa lobulipennis ingår i släktet Harposcepa och familjen vårtbitare. Inga underarter finns listade i Catalogue of Life.